# Quicken Loans National
The National är en professionell golftävling på amerikanska PGA Tour och gick mellan åren 2007 och 2013 under namnet AT&T National, och mellan 2014 och 2017 under Quicken Loans National. Tävlingen spelas i juni på olika golfbanor runt Washington D.C och det är Congressional Country Club som 2017 har arrangerat flest upplagor, 7 stycken. The National är Tiger Woods egen inbjudningstävling och sponsras av Tiger Woods Foundation, och tävlingen arrangeras vanligen i slutet av juni, med undantag för 2015 då den spelades mellan 30 juli och 2 augusti. Det blev annonserat 2007 att tävlingen årligen skulle arrangeras och att Tiger Woods skulle vara värd för den, samtidigt som den skulle ersätta tomrummet som uppstod när tävlingen The International blev permanent inställd samma år. Däremot spelas The National som en vanlig slagtävling över 72 hål och tog inte över Stableford-systemet som The International tillämpade.
Congressional CC gick med att vara spelplats åt AT&T National år 2007 och 2008, men då klubben skulle vara spelplats för US Amateur 2009 kunde de inte arrangera AT&T National det året, tills Congressional CC valde att inte arrangera US Amateur, vilket gjorde att AT&T National återigen kunde spelas där.  Eftersom Congressional CC arrangerade US Open 2011 spelades AT&T National på Aronimink Golf Club 2010 och 2011. Från 2012-2014 spelades Quicken Loans återigen på Congressional.
Quicken Loans kom från och med 2016 att spelas vartannat år på Congressional CC, och 2017 spelades tävlingen på TPC Potomac at Avenel Farm. 
Efter 2017 års upplaga löpte Quicken Loans sponsorkontrakt ut, vilket lämnade The National utan någon sponsor för 2018 års upplaga. PGA Tour köpte även ut tävlingen från att arrangeras på Congressional Country Club under 2018 och 2020. Men trots att tävlingen stod utan titelsponsor och golfbana, meddelade PGA Tourens kommissionär, Jay Monahan, att "We made the commitment. Our players are going to be showing up there and we're going to be playing for that amount of money."

## Inbjudan och status
Quicken Loans National är en inbjudningstävling, vilket innebär att enbart inbjudna, eller spelare som uppnått ett kriterium för inbjudan, får delta. Tävlingen är en av enbart fem PGA Tour tävlingar som har inbjudningsstatus, tillsammans med Arnold Palmer Invitational, Dean & DeLuca Invitational, Memorial Tournament samt RBC Heritage. Inbjudningstävlingar har ett mindre startfält och Quicken Loans har 120 startande, till skillnad från vanliga PGA Tour-tävlingar som har 156 startande.

## Tidigare vinnare
| År                     | Spelare          | Resulta      | Mot par      | Segermarginal | Runner-up          | Host club                    |
| The National           | The National     | The National | The National | The National  | The National       | The National                 |
| ---------------------- | ---------------- | ------------ | ------------ | ------------- | ------------------ | ---------------------------- |
| 2018                   |                  |              |              |               |                    | TPC Potomac at Avenel Farm   |
| Quicken Loans National |                  |              |              |               |                    |                              |
| 2017                   | Kyle Stanley     | 273          | −7           | Särspel       | Charles Howell III | TPC Potomac at Avenel Farm   |
| 2016                   | Billy Hurley III | 267          | −17          | 3 slag        | Vijay Singh        | Congressional Country Club   |
| 2015                   | Troy Merritt     | 266          | −18          | 3 slag        | Rickie Fowler      | Robert Trent Jones Golf Club |
| 2014                   | Justin Rose (2)  | 280          | −4           | Särspel       | Shawn Stefani      | Congressional Country Club   |
| AT&T National          |                  |              |              |               |                    |                              |
| 2013                   | Bill Haas        | 272          | −12          | 3 slag        | Roberto Castro     | Congressional Country Club   |
| 2012                   | Tiger Woods (2)  | 276          | −8           | 2 slag        | Bo Van Pelt        | Congressional Country Club   |
| 2011                   | Nick Watney      | 267          | −13          | 2 slag        | K. J. Choi         | Aronimink Golf Club          |
| 2010                   | Justin Rose      | 270          | −10          | 1 slag        | Ryan Moore         | Aronimink Golf Club          |
| 2009                   | Tiger Woods      | 267          | −13          | 1 slag        | Hunter Mahan       | Congressional Country Club   |
| 2008                   | Anthony Kim      | 268          | −12          | 2 slag        | Fredrik Jacobson   | Congressional Country Club   |
| 2007                   | K. J. Choi       | 271          | −9           | 3 slag        | Steve Stricker     | Congressional Country Club   |